# ۳۱ خرداد
۳۱ خرداد نود و سومین روز سال در گاه‌شماری خورشیدی است. به پایان سال ۲۷۲ روز (۲۷۳ روز در سال کبیسه) باقی‌است.

## رویدادها
- ۱۲۲۹ - پایان شورش بابیان نی‌ریز
- ۱۳۴۹ - قهرمانی برزیل در جام جهانی ۱۹۷۰
- ۱۳۶۰ - صدور زای عدم کفایت ابوالحسن بنی‌صدر توسط مجلس شورای اسلامی
- ۱۳۶۹ - زمین‌لرزه ۱۳۶۹ رودبار و منجیل[۱]
- ۱۳۷۷ - مسابقه ایران و آمریکا در جام جهانی فوتبال ۱۹۹۸
- ۱۳۸۵ - رقابت ۳۱ خرداد ۱۳۸۵ تیم ملی فوتبال ایران با تیم ملی فوتبال آنگولا در جام جهانی فوتبال ۲۰۰۶
- ۱۳۹۳ - رقابت ۳۱ خرداد ۱۳۹۳ تیم ملی فوتبال ایران با تیم ملی فوتبال آرژانتین در جام جهانی فوتبال ۲۰۱۴

## زادروزها
- ۱۳۰۳ - عزت‌الله انتظامی، بازیگر
- ۱۳۱۸ - کامران شیردل، کارگردان
- ۱۳۳۴ - هنگامه اخوان، خواننده
- ۱۳۵۷ - مهدی رجب‌زاده، فوتبالیست
- ۱۳۶۲ - مصطفی اکرامی، فوتبالیست
- ۱۳۶۳ - امیر جدیدی، بازیگر
- ١٣٧٧ - علی محمودی خلخالی ، شناگر

## درگذشت‌ها
- ۱۳۶۰ - مصطفی چمران، بنیان‌گذار ستاد جنگ‌های نامنظم[۲]
- ۱۳۶۰ - سعید سلطان‌پور، فعال‌سیاسی چپ‌گرا
- ۱۳۶۴ - بهرام آریانا، ارتشبد نیروی زمینی شاهنشاهی ایران[۳]
- ۱۳۹۲ - مینا ایزدیار، پزشک
- ۱۳۹۴ - شهریار عدل، باستان‌شناس
- ۱۴۰۲ - سینا زند، دوبلور
- ۱۴۰۴ - بهنام شهریاری، فرمانده یگان ۱۹۰
- ۱۴۰۴ - محمدسعید ایزدی، از فرماندهان سپاه پاسداران انقلاب اسلامی